# Jennifer Clement
Jennifer Clement, född 1960, är en amerikansk-mexikansk författare. Hon var åren 2009–12 ordförande i Mexikos avdelning av PEN-klubben och blev 2015 ordförande för huvudorganisationen PEN International. Hennes böcker har översatts till 24 språk. 2014 publicerades hennes uppmärksammade roman Prayers for the Stolen, översatt till svenska som En bön för de stulna.

## Biografi

### Bakgrund
Jennifer Clement föddes 1960 i Greenwich i Connecticut. Hennes fader arbetade som ingenjör men var också aktivist, medan modern var målare. Hennes syster är poeten och fackboksförfattaren Barbara Sidley. 1961 flyttade familjen till Mexico City. Clement har senare berättat att hon blev uppfostrad av tjänare och hushållerskor. Familjens hem var fyllt av böcker, som de betraktade som närmast heliga ting.
Clement studerade vid Edronakademin. Hon flyttade senare tillbaka till USA för att avsluta high school vid Cranbrook Kingswood School och läste därefter engelsk litteratur och antropologi vid New York University. Hon har även studerat fransk litteratur i Paris. Clement avlade en MFA-examen från University of Southern Maine.

### Författarskap
Clement har skrivit fyra romaner som har blivit översatta till ett flertal språk.
Prayers of the Stolen (2014, på svenska som En bön för de stulna), A True Story Based on Lies (med utnyttjande av mexikanskt tjänstefolk som tema; finalist i Orangepriset för skönlitteratur), The Poison that Fascinates och Gun Love. 
I början av 1980-talet skrev hon den uppmärksammade memoarboken Widow Basquiat. Boken kretsar kring bildkonstnären Jean-Michel Basquiat och 1980-talets New York, och kom 2016 ut i svensk översättning. Till skillnad från många andra verk om Basquiat skildras här konstnären ur hans vän och älskarinna Suzanne Mallouks synvinkel.

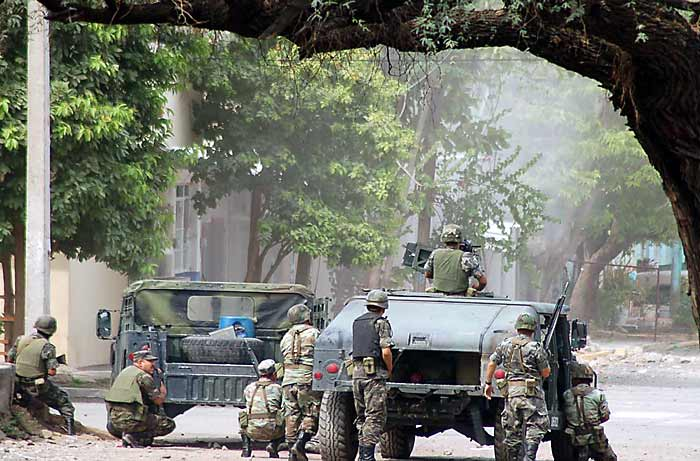
2014 års Prayers of the Stolen (svenska: En bön för de stulna) handlar om offer för drogkriget i Mexiko.

2014 års Prayers for the Stolen handlar om flickor och kvinnor som offer i drogkrigets Mexiko, och som klär ut sig till pojkar för att slippa att kidnappas. Romanen, som till stor del baseras på tio år av intervjuer med kvinnor i delstaten Guerrero, har blivit internationellt uppmärksammad och översatt till ett stort antal språk. New York Times är bara en av många tidningar som placerat den på årsbästalistor.
2018 publicerade hon romanen Gun Love, som handlar om vapenkulturen i USA, och som går att betrakta som en fristående uppföljare till Prayers for the Stolen, fast med en amerikansk miljö snarare än en mexikansk. Boken fick positiva recensioner, bland annat i Washington Post och The Guardian.
Som författare har Clement bland annat fokuserat på kvinnliga huvudpersoner och perspektiv, med underordning och våld som teman. Hon ser litteratur som en viktig politisk kraft.
Clement har beskrivit sin arbetsprocess så här:
| ”                  | Jag gillar att skriva tidigt på morgonen, innan soluppgången. Lugnet och tryggheten att jag kommer slippa att bli störd gör att jag känner mig fri. Jag ordnar kaffet kvällen innan, och om det är kallt går jag och lägger mig igen och skriver på min bärbara dator eller i ett anteckningsblock. Jag arbetar bara i två eller tre timmar. [...] Om jag arbetar på en roman försöker jag skriva åttahundra ord. Mycket av det kommer att strykas när jag redigerar, men mängden ord ger mig fart och hindrar mig från att dagdrömma. Att dagdrömma är dock en viktig del av min kreativa process. | „ |
| – Jennifer Clement | |   |

Jennifer Clement är även verksam som poet. Bland hennes diktsamlingar kan nämnas The Next Stranger, Newton's Sailor, Lady of the Broom och Jennifer Clement: New and Selected Poems. Hennes prisbelönta novell A Salamander-Child har givits ut som en konstbok med bilder av den mexikanske bildkonstnären Gustavo Monroy.
Flera av Clements verk har blivit föremål för teateruppsättningar. A True Story Based on Lies blev teater både hos franska Traits de Marque och Mexikos Teatro Nacional. BBC har gjort en radiopjäs i fem delar av Prayers for the Stolen, och den svenska översättningen En bön för de stulna sändes som radioföljetong i Sveriges Radio under augusti 2015.

### Utmärkelser
Jennifer Clement fick 2012 stipendium av National Endowment for the Arts, kopplat till sin kommande bok Prayers for the Stolen. För det här verket belönades hon också med "The Sara Curry Humanitarian Award". Clement är också mottagare av det brittiska Canongatepriset. Hennes bok Gun Love blev 2018 utvald av Oprah Winfrey till hennes bokklubb.

### Familj och övrigt
Clement bor i Mexico City och har en son och en dotter, som bor i New York.
Tillsammans med sin syster Barbara Sibley leder hon sedan grundandet 1997 "The San Miguel Poetry Week" i mexikanska San Miguel de Allende. Hon är medlem i Sistema Nacional de Creadores, en prestigefylld förening för mexikanska författare.
I mitten på 1990-talet gick Clement med i PEN-klubben. Åren 2009–12 var Jennifer Clement ordförande för den mexikanska avdelningen av PEN-klubben. Sin tid på posten ägnade hon bland annat åt att undersöka morden på journalister i Mexiko. 2015 blev hon, som första kvinna, ordförande för PEN International, efter att ha blivit nominerad av Sverige, Sydafrika och Mexiko. Posten innebar mycket resande, men Clement fokuserade också på att få in kvinnors utsatthet och förändringar av upphovsrätten i PEN:s stadgar. Bland annat deltog hon i arbetet att ta fram PEN:s internationella kvinnomanifest.